# Gwangju (Gyeonggi)
Gwangju (en coreano: 광주시, Romanización revisada: gwangjusi, léase: Kuánchu) es una ciudad en la provincia de Gyeonggi al norte de la república de Corea del Sur. Está ubicada al sureste de Seúl a unos 20 km. Su área es de 430 km² y su población total es de 242 mil (2010).

## Administración
La ciudad de Gwangju se divide en 1 pueblo ,1 distrito y 2 villas.

## Historia moderna
En 1962, 4 pueblos incluyendo 5 villas fueron anexadas a Seúl.
En 1973, 6 pueblos se separaron y formaron parte de la ciudad de Seongnam. En 1979, el pueblo de Gwangju se promovió. De hecho, el condado de Gwangju ascendió a ciudad en 2001.

## Ciudades hermanas
- Dornogovi, Mongolia.
- Zibo, República popular China.